# Дитмар, Николай Фёдорович фон
Николай Фёдорович фон-Дитмар (10 мая 1865, Москва — 18 июля 1919, Харьков) — крупный российский промышленник, предприниматель, общественный и политический деятель, участник Гражданской войны. Председатель Совета Съезда горнопромышленников Юга России (ССГПЮР) в 1906—1917 гг. Прапрадед политолога И. А. Папковой.

## Биография

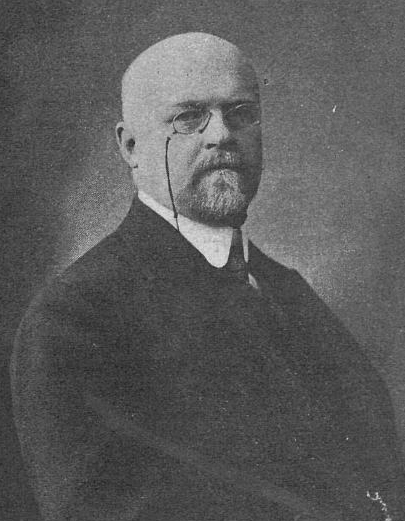
Н. Ф. фон Дитмар

Из потомственных дворян. Окончил 1-й Московский кадетский корпус, Санкт-Петербургский горный институт (1889). Как вольный слушатель — физико-математический и юридический факультеты Санкт-Петербургского университета. Ученик Д. И. Менделеева.
В звании горного инженера работал на Путиловском заводе (Санкт-Петербург, 1889—1891), строительстве Рязанско-Казанской железной дороги (1891—1893). В 1893 г. основал механическую мастерскую (Харьков), участвовал в строительстве Рязанско-Казанской и Балашово-Харьковской железной дороги. К 1914 г. предприятие Н. Ф. фон-Дитмара включало два машиностроительных завода (Харьков), специализировавшихся на производстве оборудования для горнодобывающей и металлургической промышленности. Входил в правление Алексеевского акционерного общества и Новосильцевского каменноугольного товарищества, занимал пост главы совета Петроградского торгового банка.
Занимал административные и выборные должности в аппарате Совета съезда горнопромышленников юга России (руководитель Статистического бюро, секретарь совета, член Харьковского порайонного комитета по вывозу горнозаводских грузов, управляющий делами). С 1906 г. — председатель Совета. С 1915 года — председатель комитета Харьковской каменноугольной и железоторговой биржи.
С 1902 года постоянно избирался гласным Харьковской городской думы, будучи деятельным членом её комиссий. 25 октября 1912 г. избран членом Государственного Совета от промышленников.
В 1912—1916 годах занимал должности товарища председателя Совета съезда представителей промышленности и торговли, члена Совета по железнодорожным делам Министерства путей сообщения, председателя Харьковского отделения Российско-итальянской торговой палаты, Харьковского отделения Императорского Русского технического общества и его Счетоводного отдела, члена попечительных советов ряда учебных заведений. Входил в состав Особого совещания по обороне государства (1915), Экономического совета при Временном правительстве (1917), руководящих органов Центрального военно-промышленного комитета.
В 1917 году возглавлял борьбу горнопромышленников Донбасса против направляемого левыми партиями радикального рабочего движения. В частности, представлял интересы горно-металлургических предприятий на Харьковской конференции представителей рабочих и предпринимателей 27 апреля — 2 мая 1917 г. По итогам которой представителями горно-металлургических компаний была представлена Временному правительству известная Декларация, описывающая положение промышленности Донецкого бассейна и оценку экономической ситуации в случае продолжения рабочих выступлений. Провал Харьковской конференции стал этапом т. н. Донецкого конфликта — противостояния объединённых в общественные организации-союзы предпринимателей и радикального рабочего движения весной — осенью 1917 года.
В 1918 году был председателем на Съезде промышленников, банкиров и землевладельцев (Киев), был избран товарищем главы Союза промышленности, торговли, финансов и сельского хозяйства (Протофис) князя Голицына. После падения Украинской Державы выступил одним из лидеров Белого движения, организатором Добровольческой армии, принимал участие в Ясском совещании в ноябре 1918 года.
Умер 18 июля 1919 года от тифа. Похоронен в Харькове. Кладбище по Пушкинской улице было срыто по решению городских властей в 1970-е гг., точное место захоронения на сей день не установлено.

## Семья
Дочь — Ольга Николаевна (1902, Харьков — 29.05.1980, Лос-Анджелес, США), педагог-методист, окончила Новочеркасский педагогический институт, с 1924 года — замужем за студентом-политехником Евгением Стефановичем Лукьяновым (арестован в Харькове в августе 1941 года, погиб в заключении), в 1943 году из Харькова вместе с сыновьями Романом и Олегом вывезена на работу в Германию, в 1949 году уехала в США, преподавательница русского языка в русско-приходских школах, похоронена на кладбище Валлей Окс в Вестлейк.

## Награды и звания
Награждён рядом наград Российской империи и иностранных государств, в том числе званием Командора ордена Короны Италии (1911).
Стипендии им. Н. Ф. фон Дитмара были основаны в Петроградском и Екатеринославском горных институтах.

## Взгляды

### Рабочий вопрос
Выступил последовательным сторонником установления цивилизованных отношений между предпринимателями и рабочими. Инициировал создание горноспасательных станций в Донбассе, школы горных десятников; Медико-механического института и клиники для раненных рабочих (1907 — ныне Научно-исследовательский институт ортопедии и травматологии им. проф. М. И. Ситенко, Харьков), сейсмической и метеорологической станций, химической лаборатории. Координировал работы ССГПЮР в вопросах развития социального страхования, возглавлял Общество помощи горнякам юга России. Создал и возглавил Южно-Российское общество надзора за паровыми котлами (1910).

### Предпринимательство
Выступил с идеей «нового великого дела — выхода промышленности и торговли на арену активной политической жизни» (1912), улучшения образа предпринимателя в российской культуре и общественном мнении.
Был сторонником децентрализации государственной власти и создания ответственного перед Думой Кабинета министров, в то же время, был активным противником конфронтации с существующей властью.

### Промышленная политика

Люк городской канализации завода Дитмара, Харьков, 1910-е годы

Поддерживал курс активной экономической политики с целью развития «продуктивных сил страны». Как председатель ССГПЮР координировал действия промышленных концернов юга России на внутреннем и внешнем рынках, организовал прорыв горнометаллургической отрасли на рынки Южной Европы и Ближнего Востока. 

Инициировал ряд программ по изучению производственных мощностей, рынков сбыта, транспортной инфраструктуры, финансового состояния предприятий. В 1912—13 гг. выступил с оправдавшимся мнением об ограничивающей рост горнометаллургического производства роли пропускной способности железнодорожной сети Донецкого бассейна. Координировал разработку программ железнодорожного строительства в регионе, оформлявшихся в виде докладных записок ССГПЮР министрам торговли и промышленности и путей сообщения.

### Экономическая наука
Работал в направлении счетоводства и статистики; издал первый в России учебник «Основы счетоводства». Был последователем главы петербургской школы бухгалтерского учёта Е. Е. Сиверса, который в отличие от яркого представителя московской школы бухгалтерского учёта Н. С. Лунского, утверждал первенство системы бухгалтерских счетов перед балансом.
Выступил с идеей создания института присяжных счетоводов, обеспечивавших бы независимый контроль за хозяйственной деятельностью и достоверность бухгалтерского учёта.
Участник создания Харьковского коммерческого института и член его Попечительного совета и Учебного комитета.
В годы Первой мировой войны возглавлял работы ИРТО по созданию импортозамещающих производств, принимал участие в разработке военно-промышленных и мобилизационных программ.

## Сочинения
- «О налогах и сборах, уплачиваемых промышленностью и сельским хозяйством».
- К вопросу о недостатке рабочих на каменноугольных копях Донецкого бассейна в 1899 году. (Опыт исследования спроса и предложения рабочих рук) / Составил Заведующий Статистическим Бюро Горный инженер Н. фон-Дитмар. — Харьков: Паровая типография и литография Зильберберг, 1899. — 12 с.
- Материалы по вопросу о портах, пристанях и вообще об отношении южной горной промышленности к водным путям сообщения / Статист. бюро Совета Съезда горнопромышленников юга России; Сост. Николай Фёдорович фон Дитмар.— Харьков: тип. и лит. Зильберберг, 1899.— [3],79 с.: табл.
- «Деятельность доменных заводов Юга России за 1899 г. и предполагаемое производство металлов и потребление сырых материалов заводами Юга России в 1901 г.» — Харьков, 1900.
- «О земском обложении горнопромышленных предприятий Юга России». СПб., 1902.
- «Доклад XXVIII съезду горнопромышлеников Юга России по вопросу: во что обойдется каменноугольной промышленности осуществление нового закона о вознаграждении увечных». — Харьков, 1903.
- Основы счетоводства (по новой форме). — Харьков: типография И. А. Цедербаум, 1907. — 120 с.
- Законопроект о врачебной помощи рабочим, (внесённый Советом министров в Государственную думу) / Н. Ф. фон-Дитмар, председатель Совета Съезда горнопромышленников Юга России; Совет Съезда горнопромышленников Юга России. — Харьков: типография В. Бенгис, 1911. — 15 с.
- «Неожиданный отказ и ожидание» // Горнозаводское дело. — 1912. — № 2—3. — С. 3439.
- «Кто мы?» // Горнозаводское дело. — 1912. — № 36. — С. 5752.
- «Проекты аграрной реформы и их значение для горной промышленности». Х. б. г.
- Задачи промышленности в связи с войной: доклад Харьковскому отделению Императорского Русского технического общества / Н. Ф. фон-Дитмар. — Харьков: Типо-литография Ю. М. Беркман, 1915. — 126 с.